# Liste der Heilquellen im Rhein-Main-Gebiet
Die Liste der Heilquellen im Rhein-Main-Gebiet verzeichnet Heilquellen und Mineralquellen im Rhein-Main-Gebiet.

## Taunus
| Name | Bild | Ort                      | Anmerkungen | Koordinaten |
| --- | --- | ------------------------ | --- | --- |
| Elisabethenquelle                                                                                              | Elisabethenbrunnen Bad Homburg Heilquell | Bad Homburg vor der Höhe | Natriumchlorid-Säuerling | Elisabethenbrunnen in Bad Homburg |
| Elisabethenbrunnen Trinkentnahmestelle                                                                         | Bad Homburg Trinkstelle Elisabethenquelle · Bad Homburg Trinkstelle Elisabethenquell Info                                                   | Bad Homburg vor der Höhe | Natriumchlorid-Säuerling | Elisabethenbrunnen Trinkentnahmestelle in Bad Homburg                                                                                      |
| Ludwigsbrunnen                                                                                                 | Bad Homburg Ludwigsbrunnen · Bad Homburg Ludwigsbrunnen Info                                                                                | Bad Homburg vor der Höhe | Natrium-Chlorid-Säuerling bzw. ein Natrium-Calcium-Säuerling                                                                                           | Ludwigsbrunnen in Bad Homburg |
| Kaiserbrunnen                                                                                                  | Kaiserbrunnen | Bad Homburg vor der Höhe | Natrium-Chlorid-Säuerling | Kaiserbrunnen in Bad Homburg |
| Stahlbrunnen                                                                                                   | Bad Homburg Stahlbrunnen · Bad Homburg Stahlbrunnen                                                                                         | Bad Homburg vor der Höhe | Natrium-Chlorid-Säuerling | Stahlbrunnen in Bad Homburg |
| Auguste-Viktoria-Brunnen                                                                                       | August-Victoria Bunnen Bad Homburg · August-Victoria Bunnen Bad Homburg                                                                     | Bad Homburg vor der Höhe | Natrium-Chlorid-Säuerling | Auguste-Viktoria-Brunnen in Bad Homburg |
| Louisenbrunnen neu                                                                                             | Louisenbrunnen neu | Bad Homburg vor der Höhe | Natrium-Chlorid-Säuerling | Louisenbrunnen neu in Bad Homburg |
| Louisenbrunnen alt                                                                                             | Louisenbrunnen alt | Bad Homburg vor der Höhe | Natrium-Chlorid-Säuerling | Louisenbrunnen alt in Bad Homburg |
| Solesprudel | Solesprudel · Solesprudel Info | Bad Homburg vor der Höhe | Eisen- und Kohlensäure Sole | Solesprudel in Bad Homburg |
| Landgrafenbrunnen                                                                                              | Landgrafenbrunnen · Landgrafenbrunnen Info                                                                                                  | Bad Homburg vor der Höhe | Natrium-Chlorid-Säuerling | Landgrafenbrunnen in Bad Homburg |
| Viktoria-Luise-Brunnen                                                                                         | Viktoria-Louise-Quelle · Viktoria-Louise-Quelle                                                                                             | Bad Homburg vor der Höhe | | Viktoria-Luise-Brunnen in Bad Homburg |
| Chulalongkornbrunnen                                                                                           | Chulalongkornbrunnen · Chulalongkorn-Brunnen Info                                                                                           | Bad Homburg vor der Höhe | | Chulalongkornbrunnen in Bad Homburg |
| Neuer Sprudel Alter Kurpark                                                                                    | Neuer Sprudel Bad Soden | Bad Soden                | Fluorid- und kohlensäurehaltige Thermalsole | Neuer Sprudel Alter Kurpark Bad Soden |
| Solbrunnen Quellenpark                                                                                         | Solbrunnen Quellenpark · Solbrunnen Info Bad Soden                                                                                          | Bad Soden                | Fluoridhaltiger Natrium-Chlorid-Thermalsäuerling | Solbrunnen Quellenpark Bad Soden |
| Schwefelbrunnen Alter Kurpark                                                                                  | Schwefelbrunnen Alter Kurpark · Schwefelbrunnen Bad Soden 2 · Schwefelbrunnen Bad Soden Info                                                | Bad Soden                | Fluoridhaltiger Natrium-Chlorid-Säuerling | Schwefelbrunnen Alter Kurpark Bad Soden |
| Sauerbrunnen Zum Quellenpark                                                                                   | Bad Soden Sauerbrunnen · Bad Soden Sauerbrunnen                                                                                             | Bad Soden                | Fluoridhaltiger Natrium-Chlorid-Säuerling | Sauerbrunnen Zum Quellenpark Bad Soden |
| Justus-von-Liebig-Brunnen Franzensbader Platz Warmbrunnen Franzensbader Platz Milchbrunnen Franzensbader Platz | Justus-von-Liebig-Brunnen Franzensbader Platz Warmbrunnen Franzensbader Platz Milchbrunnen Franzensbader Platz · Justus Liebig Brunnen Info | Bad Soden                | Natrium-Chlorid-Hydrogencarbonat-Thermalsäuerling Natrium-Chlorid-Hydrogencarbonat-Thermalsäuerling Natrium-Calcium-Chlorid-Hydrogencarbonat-Säuerling | Justus-von-Liebig-Brunnen Franzensbader Platz Bad SodenWarmbrunnen Franzensbader Platz Bad SodenMilchbrunnen Franzensbader Platz Bad Soden |
| Winklerbrunnen Wilhelmspark                                                                                    | Bad Soden Winklerbrunnen · Bad Soden Winklerbrunnen · Winklerbrunnen Wilhelmspark Heilquelle Info                                           | Bad Soden                | Natrium-Chlorid-Hydrogencarbonat-Säuerling | Winklerbrunnen Wilhelmspark Bad Soden |
| Glockenbrunnen Wilhelmspark                                                                                    | Glockenbrunnen Wilhelmspark · GlockenbrunnenWilhelmspark Info                                                                               | Bad Soden                | Natrium-Chlorid-Hydrogencarbonat-Säuerling | Glockenbrunnen Wilhelmspark Bad Soden |
| Champagnerbrunnen Wilhelmspark                                                                                 | Champagnerbrunnen Wilhelmspark · Bad Soden Champagnerbrunnen Info                                                                           | Bad Soden                | Thermalen Natrium-Calcium-Chlorid-Hydrogencarbonat-Säuerling                                                                                           | Champagnerbrunnen Wilhelmspark Bad Soden                                                                                                   |
| Stahlquelle Sauberborn-Gelände in Neuenhain                                                                    | Stahlquelle Sauberborn-Gelände in Neuenhain                                                                                                 | Neuenhain                | Eisenhaltiger Calcium-Natrium-Hydrogencarbonat-Chlorid-Säuerling                                                                                       | Stahlquelle Sauberborn-Gelände in Neuenhain Bad Soden                                                                                      |
| Kochbrunnen | Kochbrunnen Wiesbaden Heilquelle · Kochbrunnen Wiesbaden Heilquelle · Kochbrunnen Wiesbaden Heilquelle                                      | Wiesbaden                | Natrium-Chlorid-Thermalquelle | Kochbrunnen Wiesbaden |
| Drei-Lilien-Quelle                                                                                             | Drei-Lilien-Quelle | Wiesbaden                | | Drei-Lilien-Quelle Wiesbaden |
| Bäckerbrunnen                                                                                                  | Bäckerbrunnen · Bäckerbrunnen · Bäckerbrunnen Info                                                                                          | Wiesbaden                | | Bäckerbrunnen Wiesbaden |
| Schützenhofquelle                                                                                              | Wiebaden Schuetzenhofquelle · Wiebaden Schuetzenhofquelle Info · Wiebaden Schuetzenhofquelle Info 2                                         | Wiesbaden                | | Schützenhofquelle Wiesbaden |
| kleine/Große Adlerquelle                                                                                       | Wiesbaden Adlerquellen | Wiesbaden                | | kleine/Große Adlerquelle Wiesbaden |
| Faulbrunnen | Wiebaden Faulbrunnen | Wiesbaden                | | Faulbrunnen Wiesbaden |
| Salmquelle | Salmquelle Wiesbaden | Wiesbaden                | | Salmquelle Wiesbaden |
| Theodorusquelle Quellenpark Kronthal                                                                           | Theodorusquelle Kronberg | Kronberg im Taunus       | Natrium-Chlorid-Hydrogencarbonat-Säuerling, Staatlich anerkannte Heilquelle                                                                            | Theodorus-Quelle Kronberg |
| Fürstenbergquelle Quellenpark Kronthal                                                                         | Fürstenbergquelle · Wilhelms-Füstenberg-Nyphenquelle                                                                                        | Kronberg im Taunus       | | Fürstenbergquelle Kronberg |
| alte Nymphenquelle Quellenpark Kronthal                                                                        | alte Nymphenquelle · Wilhelms-Füstenberg-Nyphenquelle                                                                                       | Kronberg im Taunus       | Natrium-Chlorid-Hydrogencarbonat-Säuerling | Fürstenbergquelle Kronberg |
| Wilhelmsquelle Quellenpark Kronthal                                                                            | Wilhelmsquelle · Wilhelms-Füstenberg-Nyphenquelle                                                                                           | Kronberg im Taunus       | Natrium-Chlorid-Hydrogencarbonat-Säuerling | Fürstenbergquelle Kronberg |
| neue Nymphenquelle Quellenpark Kronthal                                                                        | neue Nymphenquelle | Kronberg im Taunus       | Natrium-Chlorid-Hydrogencarbonat-Säuerling | neue Nymphenquelle Kronberg |
| Entnahmestelle Nymphenquelle                                                                                   | Entnahmestelle Nymphenquelle Kronberg · Entnahmestelle Nymphenquelle Kronberg                                                               | Kronberg im Taunus       | Natrium-Chlorid-Hydrogencarbonat-Säuerling | Entnahmestelle Nymphenquelle KronbergEntnahmestelle Nymphenquelle Kronberg                                                                 |
| Weinbrunnen | Bad Schwalbach Weinbrunnen | Bad Schwalbach           | Magnesium-Calcium-Hydrogencarbonat-Säuerling | Weinbrunnen Bad Schwalbach |
| Stahlbrunnen                                                                                                   | Bad Schwalbach Stahlbrunnen-1 · Bad Schwalbach Stahlbrunnen · Bad Schwalbach Stahlbrunnen Info 1 · =Bad Schwalbach Stahlbrunnen Info 2      | Bad Schwalbach           | eisenhaltiger Magnesium-Calcium-Hydrogencarbonat-Chlorid-Säuerling                                                                                     | Stahlbrunnen Bad Schwalbach |
| Schwalbenbrunnen                                                                                               | Bad Schwalbach Schwalbenbrunnen · Bad Schwalbach Schwalbenbrunnen · Bad Schwalbach Schwalbenbrunnen Info                                    | Bad Schwalbach           | eisenhaltiger Calcium-Magnesium-Hydrogencarbonat-Säuerling                                                                                             | Schwalbenbrunnen Bad Schwalbach |
| Champagnerbrunnen                                                                                              | | Bad Schwalbach           | Calcium-Magnesium-Hydrogencarbonat-Säuerling | Champagnerbrunnen Bad Schwalbach |
| Ehebrunnen | Bad Schwalbach Ehebrunnen · Bad Schwalbach Ehebrunnen Info 1 · Bad Schwalbach Ehebrunnen Info 2                                             | Bad Schwalbach           | Calcium-Magnesium-Hydrogencarbonat-Säuerling | Ehebrunnen Bad Schwalbach |
| Lindenbrunnen                                                                                                  | Bad Schwalbach Lindebrunnen | Bad Schwalbach           | eisenhaltiger Calcium-Magnesium-Hydrogencarbonat-Säuerling                                                                                             | Lindenbrunnen Bad Schwalbach |
| Brodelbrunnen                                                                                                  | Bad Schwalbach Brodelbrunnen | Bad Schwalbach           | eisenhaltiger Calcium-Magnesium-Hydrogencarbonat-Säuerling                                                                                             | Brodelbrunnen Bad Schwalbach |
| Adelheid-Quelle                                                                                                | Bad Schwalbach Adelheitbrunnen | Bad Schwalbach           | Heilquelle | Adelheid-Quelle Bad Schwalbach |
| Neubrunnen-Quelle                                                                                              | Bad Schwalbach Neubrunnen | Bad Schwalbach           | Heilquelle | Neubrunnen-Quelle Bad Schwalbach |
| Paulinen-Quelle                                                                                                | Bad Schwalbach Paulinenbrunnen | Bad Schwalbach           | Heilquelle | Paulinen-Quelle Bad Schwalbach |
| Borner Brunnen-Quelle Bahnbrünnchen                                                                            | | Bad Schwalbach           | Heilquelle | Borner Brunnen-Quelle Bad Schwalbach |
| Sankt Hubertus Brunnen                                                                                         | | Bad Schwalbach           | Heilquelle | Sankt Hubertus Brunnen Bad Schwalbach |
| Sauerbrunnen                                                                                                   | | Fischbach                | Mineralquelle | Sauerbrunnen Fischbach |
| Sauerbrunnen                                                                                                   | | Ramscheid                | Mineralquelle | Sauerbrunnen Ramscheid |
| Schlangenbrunnen Pferdebadquelle                                                                               | Pferdebadquelle · Pferdebadquelle · Pferdebadquelle · Pferdebadquelle                                                                       | Schlangenbad             | kieselsäurehaltigen Thermalquelle | Schlangenbrunnen Pferdebadquelle Schlangenbad                                                                                              |
| Hochzeitsbrunnen                                                                                               | Schlangenbad Hochzeitsbrunnen | Schlangenbad             | kieselsäurehaltigen Thermalquelle | Hochzeitsbrunnen Schlangenbad |

## Wetterau
| Kurbrunnen                                                                                 | Kurbrunnen1 Bad Nauheim · Kurbrunnen Bad Nauheim | Bad Nauheim    | Hydrogencarbonatreicher Natrium-Chlorid-Säuerling                                                              | Kurbrunnen Bad Nauheim                                                                             |
| Ludwigsbrunnen                                                                             | Ludwigsbrunnen Bad Nauheim | Bad Nauheim    | Hydrogencarbonatreicher Natrium-Chlorid-Säuerling                                                              | Ludwigsbrunnen Bad Nauheim                                                                         |
| Karlsbrunnen                                                                               | Bad Nauheim Karlbrunnen · Bad Nauheim Karlbrunnen Info | Bad Nauheim    | Hydrogencarbonat-haltiger Natrium-Chlorid-Säuerling                                                            | Karlsbrunnen Bad Nauheim                                                                           |
| Löwenquelle                                                                                | Bad Nauheim Löwenbrunnen | Bad Nauheim    | Calciumhaltiger Natrium-Chlorid-Hydrogencarbonat-Säuerling                                                     | Löwenquelle Bad Nauheim                                                                            |
| Sauerbrunnen                                                                               | Sauerbrunnen Bad Nauheim | Bad Nauheim    | Calciumhaltiger Natrium-Chlorid-Hydrogencarbonat-Säuerling                                                     | Sauerbrunnen Bad Nauheim                                                                           |
| Sprudel VII Sprudel XII Friedrich-Wilhelm-Sprudel Sprudel XIV Ernst Ludig Sprudel          | | Bad Nauheim    | thermale kohlensäurehaltige Sole                                                                               | Sprudel VII Bad Nauheim                                                                            |
| Römerbrunnen                                                                               | Bad Vilbel Römerbrunnen 1 · Bad Vilbel Römerbrunnen · Bad Vilbel Römerbrunnen Info 1 · Bad Vilbel Römerbrunnen Info 2 · Bad Vilbel Römerbrunnen Info 3            | Bad Vilbel     | natürlichen Mineralisation mit einem hohen Gehalt an Natrium, Calcium, Magnesium, Chlorid und Hydrogencarbonat | Römerbrunnen Bad Vilbel                                                                            |
| Hassia Sprudel Quellentempel mit unterirdischer Quellenanlage im Kurpark an der Parkstraße | Bad Vilbel Hassia-Sprudel · Bad Vilbel Hassia-Sprudel Info 1 · Hassiaquelle Analyse                                                                               | Bad Vilbel     | Calcium-Natrium-Hydrogencarbonat-Säuerling                                                                     | Hassia Sprudel Bad Vilbel                                                                          |
| Trinkgelegenheit für Hassia-Sprudel Brunnen an der Rathausbrücke                           | Bad Vilbel Hassia-Sprudel Rathausbrücke Trinkennahme · Bad Vilbel Hassia-Sprudel Rathausbrücke Trinkennahme Info 1 · Bad Vilbel Hassia-Sprudel Rathausbrücke Info | Bad Vilbel     | Calcium-Natrium-Hydrogencarbonat-Säuerling                                                                     | Brunnen an der Rathausbrücke Bad Vilbel                                                            |
| Trinkentnahmestelle HassiaSprudel Hospizgruppe der Nachbarschaftshilfe Bad Vilbel e. V.    | Bad Vilbel Hassia-Sprudel Quellenhof Trinkentnahemstelle · Bad Vilbel Hassia-Sprudel Quellenhof Trinkentnahemstelle Info 1                                        | Bad Vilbel     | Calcium-Natrium-Hydrogencarbonat-Säuerling                                                                     | Trinkentnahmestelle HassiaSprudel Hospizgruppe der Nachbarschaftshilfe Bad Vilbel e. V. Bad Vilbel |
| Friedrich-Karl-Sprudel-Tempel                                                              | Bad Vilbel Friedrich-Karl-Sprudel · Bad Vilbel Friedrich-Karl-Sprudel                                                                                             | Bad Vilbel     | Calcium-Natrium-Hydrogencarbonat-Säuerling                                                                     | Friedrich-Karl-Sprudel-Tempel Bad Vilbel e. V. Bad Vilbel                                          |
| UrQuelle Brunnen                                                                           | Bad Vilbel Urquell · Bad Vilbel Urquell Info | Bad Vilbel     | | UrQuelle Brunnen Bad Vilbel                                                                        |
| Selzer Brunnen                                                                             | Karben-Selter-Brunnen | Karben         | | Selzer Brunnen Karben                                                                              |
| Ludwigsbrunnen                                                                             | Karben-Ludwigsbrunnen | Karben         | | Ludwigsbrunnen Karben                                                                              |
| Sauerbrunnen                                                                               | Staden Sauerbrunnen · Staden Sauerbrunnen Info · Staden Sauerbrunnen Info · Staden Sauerbrunnen Info · Staden Sauerbrunnen Info                                   | Staden         | | Sauerbrunnen Staden                                                                                |
| Roland-Krug-Quelle                                                                         | | Bad Salzhausen | | Roland-Krug-Quelle Bad Salzhausen                                                                  |
| Nibelungenquelle                                                                           | | Bad Salzhausen | | Nibelungenquelle Bad Salzhausen                                                                    |
| Schwefelquelle                                                                             | Wiki · Bad Salzhausen Schwelfelbrunnen Info | Bad Salzhausen | | Schwefelquelle Bad Salzhausen                                                                      |
| Stahlquelle                                                                                | Bad Salzhausen Stahlbrunnen · Bad Salzhausen Stahlbrunnen · Bad Salzhausen Stahlbrunnen                                                                           | Bad Salzhausen | | Stahlquelle Bad Salzhausen                                                                         |
| Lithiumquelle                                                                              | Bad Salzhausen Lithiumquelle · Bad Salzhausen Lithiumquelle | Bad Salzhausen | | Lithiumquelle Staden                                                                               |
| Södergrundquelle                                                                           | Bad Salzhausen Södergrungquelle · Bad Salzhausen Södergrungquelle · Bad Salzhausen Södergrungquelle                                                               | Bad Salzhausen | | Södergrundquelle Staden                                                                            |

## Main-Taunus-Kreis
| Schwefelquelle Bad Weilbach | Bad Weilbach Schwefelquelle · Bad Weilbach Schwefelquelle · Bad Weilbach Schwefelquelle Info · Bad Weilbach Info 2 · Bad Weilbach Info 3 | Bad Weilbach Flörsheim | Schwefelquelle | Schwefelquelle Bad Weilbach Flörsheim |
| Natronquelle Bad Weilbach   | Bad Weilbach Natrium-Lithionquelle · Bad Weilbach Natrium-Lithionquelle Info 1 · Bad Weilbach Natrium-Lithionquelle Info 1               | Bad Weilbach Flörsheim | Natronquelle   | Natronquelle Bad Weilbach Flörsheim   |

## Main-Kinzig-Kreis
| Fritz-Hamm-Sprudel                          | | Bad Soden Salmünster | eisen- und kohlensäurehaltige Sole         | Fritz-Hamm-Sprudel Bad Soden Salmünste              |               |                       |         |  |                              |
| Otto-Quelle                                 | Bad Soden-Salmünster Otto-Quelle · Bad Soden-Salmünster Otto-Quelle Info | Bad Soden Salmünster |                                            | Otto-Quelle Bad Soden Salmünste                     |               |                       |         |  |                              |
| Pacificus-Sprudel                           | Bad Soden-Salmünster Pacificus-Sprudel · Bad Soden-Salmünster Pacificus-Sprudel 2 · Bad Soden-Salmünster Pacificus-Sprudel Info                                                            | Bad Soden Salmünster |                                            | Pacificus-Sprudel Bad Soden Salmünste               |               |                       |         |  |                              |
| Sprudel I                                   | Sprudel Bad Soden-Salmnünster I 2 · Bad Soden-Salmünster Sprudel I Info 1 · Bad Soden-Salmünster Sprudel I Info 2                                                                          | Bad Soden Salmünster |                                            | Sprudel I Bad Soden Salmünste                       |               |                       |         |  |                              |
| König-Heinrich-Sprudel                      | Bad Soden-Salmünster König-Heinrich-Sprudel | Bad Soden Salmünster | eisen- und kohlensäurehaltige Thermal-Sole | König-Heinrich-Sprudel Bad Soden Salmünste          |               |                       |         |  |                              |
| Barbarossaquelle                            | Bad Soden-Salmünster Barbarossaquelle | Bad Soden Salmünster |                                            | Barbarossaquelle Bad Soden Salmünste                |               |                       |         |  |                              |
| alter Badesprudel (Sprudel II)              | | Bad Soden Salmünster |                                            | alter Badesprudel (Sprudel II) Bad Soden Salmünster |               |                       |         |  |                              |
| Huttenquelle                                | | Bad Soden Salmünster |                                            | Huttenquelle Bad Soden Salmünste                    |               |                       |         |  |                              |
| neuer Trinksprudel                          | Bad Soden-Salmünster Neuer Trinksprudel · Bad Soden-Salmünster Neuer Trinksprudel Info | Bad Soden Salmünster | kohlensäurehaltigsten Solesprudel          | neuer Trinksprudel Bad Soden Salmünster             |               |                       |         |  |                              |
| Karl Roh Quelle                             | | Bad Soden Salmünster |                                            | Karl Roh Quelle Bad Soden Salmünste                 |               |                       |         |  |                              |
| Martinus – Quelle                           | Bad-Orb Martinusquelle · Bad-Orb Martinusquelle · Bad-Orb Martinusquelle Info-1 · Bad-Orb Martinusquelle Info-2 · Bad-Orb Martinusquelle                                                   | Bad Orb              | Kohlensäure-Soolesprudel                   | Martinus – Quelle Bad Orb                           |               |                       |         |  |                              |
| Phillips – Quelle                           | Bad-Orb Phillipsquelle · Bad-Orb Phillipsquelle · Bad-Orb Philipsquelle Tirinkstelle Info · Bad-Orb Philipsquelle Tirinkstelle Info                                                        | Bad Orb              | Kohlensäure-Soolesprudel                   | Phillips – Quelle Bad Orb                           |               |                       |         |  |                              |
| Ludwigs – Quelle                            | Bad-Orb Ludwigsquelle · Bad-Orb Ludwigsquelle | Bad Orb              | Kohlensäure-Soolesprudel                   | Ludwigs – Quelle Quelle Bad Orb                     |               |                       |         |  |                              |
| Trinkennahmestelle Martinus-Phillips-Quelle | Trinkentnahmequelle · Bad Orb Trinkentnahmestelle · Trinkentnahmequelle · Trinkentnnahmequelle · Martinus Phillipsquelle Trinkentnahmequelle · Martinus Phillipsquelle Trinkentnahmequelle | Bad Orb              |                                            | -                                                   | Leopoldquelle | Bad-Orb Leopoldquelle | Bad Orb |  | Leopoldquelle Quelle Bad Orb |
| alte Solequelle                             | Gelnhausen Soleborn · Gelnhausen Soleborn · Gelnhausen Soleborn Info · Gelnhausen Soleborn Info                                                                                            | Gelnhausen           |                                            | alte Solequelle Gelnhausen                          |               |                       |         |  |                              |
| gute Brunnen                                | Gute-Brunnen · Gute-Brunnen | Hanau                |                                            | gute Brunnen Hanau                                  |               |                       |         |  |                              |

## Landkreis Fulda
| Bonifazius-Brunnen Martiny-Brunnen |  | Bad Salzschlierf |  |

## Odenwald
| Urbani |  | Bad Königshofen |  |
| Regius |  | Bad Königshofen |  |

## Rheingau
| Ass-Quelle |  | Assmanshausen |  |